# Unkenbach (Main)
Der Unkenbach ist ein gut 27 km langer, linker und östlicher Nebenfluss des Mains im unterfränkischen Landkreis Schweinfurt. Teile der Auwälder des Unkenbachs stehen als Naturschutzgebiet Elmuß unter Schutz. Ebenfalls am Unkenbach liegt das Geotop und Naturschutzgebiet Sulzheimer Gipshügel.

## Geographie

### Verlauf
Der Unkenbach entspringt östlich des Dingolshausener Gemeindeteils Bischwind, fließt lange nordwestlich, kurz westlich, zuletzt südwestlich und mündet vor dem Röthleiner Gemeindeteil Hirschfeld von links in den Main.

### Zuflüsse
Direkte  und indirekte Zuflüsse
Direkte Zuflüsse von der Quelle zur Mündung (Auswahl).
- Kufenbrunn (rechts)
- Bimbach (rechts)
- Traustadter Unkenbach (rechts)
- → (Abgang des Seehausbachs) (links)
- Moorgraben (rechts)
- Moorgraben (links)
- Froschbach (rechts)
- Unterseegraben (rechts)
- Hirtenbach (rechts)
- → (Abgang der Flutmulde) (rechts)
- Gerngraben (links)
- Heidenfelder Mühlbach (links)

### Ortschaften
Ortschaften am Lauf mit ihren Zugehörigkeiten. Nur die Namen tiefster Schachtelungsstufe bezeichnen Siedlungsanrainer.
Gemeinde Dingolshausen
- Bischwind (Pfarrdorf, überwiegend links)

Gemeinde Sulzheim
- Vögnitz (Kirchdorf, fast nur links)
- Vögnitzmühle (Einöde, links)
- Mönchstockheim (Kirchdorf, fast nur links)
- Sulzheim (Pfarrdorf, überwiegend rechts)
- Unkenmühle (Einöde, überwiegend rechts)

Gemeinde Grettstadt
- (rechts, ohne Besiedlung am Lauf)

Gemeinde Kolitzheim
- Möörhof (Siedlungsplatz, links in wenig Abstand)

Gemeinde Schwebheim
- Unkenmühle (Siedlungsplatz, links)
- Schwebheim (Pfarrdorf)

Gemeinde Röthlein
- Röthlein (Pfarrdorf, links)

Gemeinde Grafenrheinfeld
- (ohne Besiedlung am Lauf)

Gemeinde Röthlein
- Heidenfeld (Pfarrdorf, links)
- Hirschfeld (Kirchdorf, links in weitem Abstand)